# 侏長尾猴屬
侏長尾猴屬（學名Miopithecus），靈長目、猴科的一屬，產于中部非洲，北起喀麥隆，南到剛果民主共和國和安哥拉。

## 特徵
體長一般為32-45釐米，體重約為1.3公斤（雄性），0.8公斤（雌性），是體型最小的一種猴科動物。體毛為灰綠色，下腹部為略白。臉部呈圓形，面部較短。

## 棲息地與習性
日行動物，樹栖性，多居住于雨林或近水的紅樹林區。游泳技術十分高超，能夠在水中尋找食物。
群居，最多可達60到100頭侏長尾猴，但無領域性行爲。

## 食性
雜食性。主要以水果、種子、水生植物、昆蟲、貝類、鳥卵和小型無脊椎動物為食。

## 繁殖
孕期為160天（每年十一月到三月），每胎一仔。幼仔的體重相對而言比較大（超過200克），成長得也非常快。經過三個月就可以獨立生活。圈養條件下的最長壽命可達28年。

## 種類
侏長尾猴屬分爲兩種：
- 侏長尾猴（安哥拉侏長尾猴） Miopithecus talapoin
- 加蓬侏長尾猴 Miopithecus ogouensis